# يانينا ستوديلينا
يانينا سيرجيفنا ستوديلينا (بالروسية: Студилина, Янина Сергеевна)‏ (بالروسية:Яни́на Серге́евна Студи́лина; ولدت في 6 أغسطس 1985) ممثلة سينمائية ومسرحية، عارضة أزياء، ومذيعة روسية.

## سيرة شخصية
ولدت يانينا ستوديلينا في أومسك الروسية الاتحاد السوفيتي. عام 2000 تخرجت من مدرسة المسرح والموسيقى. و عام 2011 تخرجت من معهد بوريس شتشوكين المسرحي الأكثر شعبية تم شراؤها بعد المسلسل التلفزيوني رانيتكي. و عملت في قناة تلفزيونية رائدة RU.

## حياة شخصية
متزوجة من ألكسندر رودنيانسكي جونيور منذ عام 2008. و لديهما ابنة اسمها آنا.

## روابط خارجية
- يانينا ستوديلينا على موقع IMDb (الإنجليزية)
- يانينا ستوديلينا على موقع قاعدة بيانات الفيلم (الإنجليزية)
- يانينا ستوديلينا على موقع كينوبويسك (الروسية)